# Зримые голоса
«Зримые голоса: путешествие в мир глухих» — книга американского невролога Оливера Сакса, вышедшая в 1989 году. Книга затрагивает множество тем, связанных в исследованиях проблем глухих, включая жестовые языки, неврологию глухоты, историю лечения глухих американцев, а также лингвистические и социальные проблемы, с которыми сталкивается сообщество глухих. В нем также содержится рассказ очевидца протеста студентов «Президент глухих» в марте 1988 года в Галлодетском университете — единственном в мире вузе для глухих и слабослышащих. «Зримые голоса» — пятая книга Сакса.
Книга состоит из трёх частей:
- Мир глухих (1985—1986 г.)
- Мышление в жестах (осень 1988 г.)
- Революция глухих (2 июня 1988 г.)

Людей, страдающих врожденной глухотой — менее 10 % от всего населения Земли. В своей книге Сакс ссылается на труды известных учёных и практический опыт, накопленный на острове Мартас-Винъярд (люди с наследственной глухотой), городов Фримонт и Рочестер (общины глухих и плохо слышащих) и др.

### Мир глухих

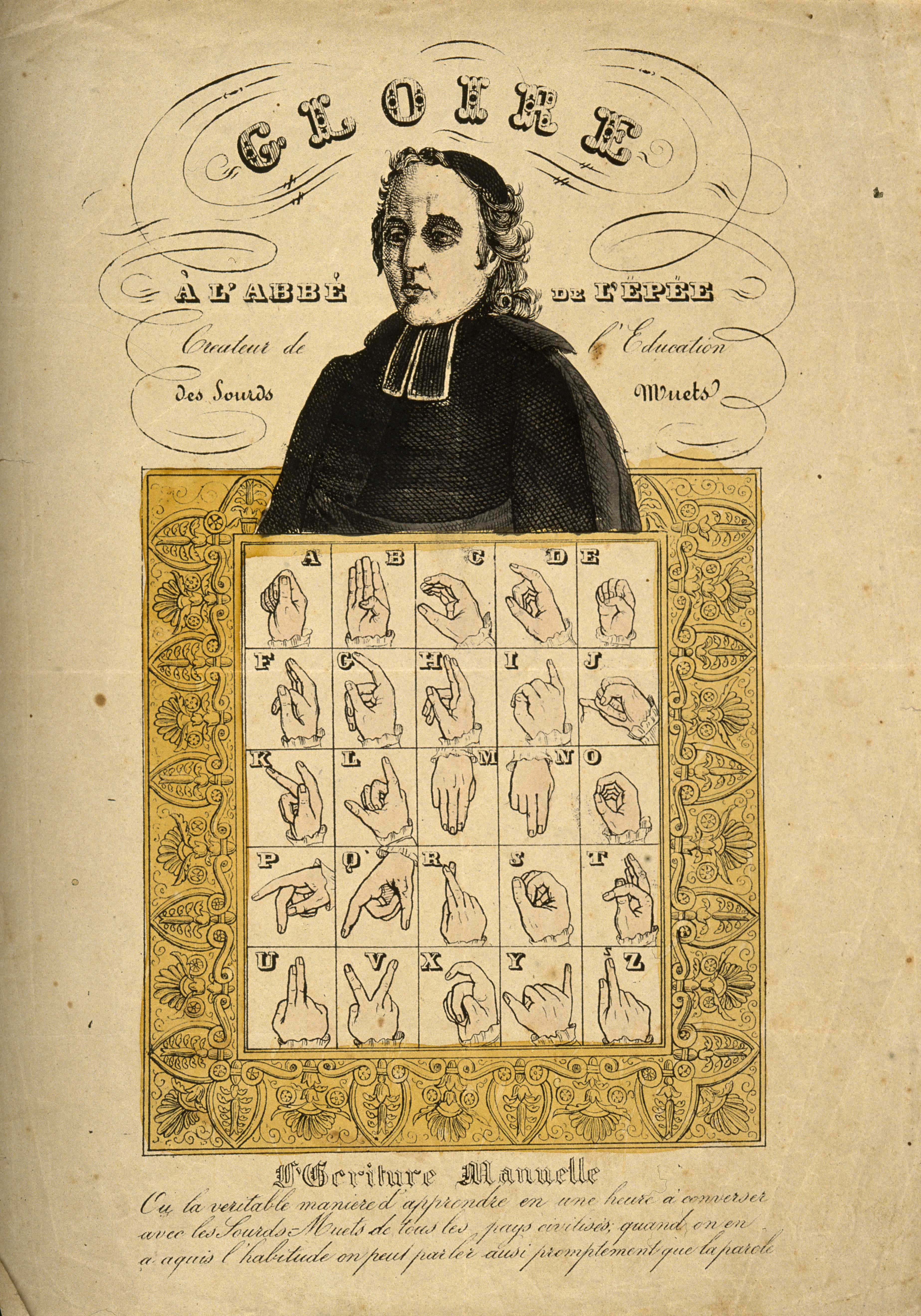
Аббат ву л`Эпе

Отношение языка к мышлению составляет, по мнению Сакса, глубочайшую, главную проблему для человека, изучающего мир глухих.
В прежние времена, до изобретения электронных приборов, глухие могли усвоить только то, что сообщали учителя или то, что заставляли их выучить.
Аббат ву л`Эпе (18 в.) обучился жестовому языку у своих воспитанников (они пользовались французским жестовым языком), разработал метод обучения глухих чтению и письму по-французски. Аббат придерживался мнения, что глухим обязательно нужно овладевать звучащим языком.
Философ Кондильяк, побывавший в этой школе, стал её апологетом. Европейцы заинтересовались судьбой глухих, «их приняли в человеческое общество, признали как полноправных членов общества». Стали появляться глухие писатели, глухие инженеры, глухие философы и др.
С приездом в США в 1816 году Лорана Клерка стало меняться отношение к глухим и в Америке.
Познакомившись с миром глухих, Сакс пришёл к выводу, что жест является первичным, фундаментальным языком головного мозга человека. Например, малыши, которым нет и года, жестами могут объяснить свои желания.

### Мышление в жестах

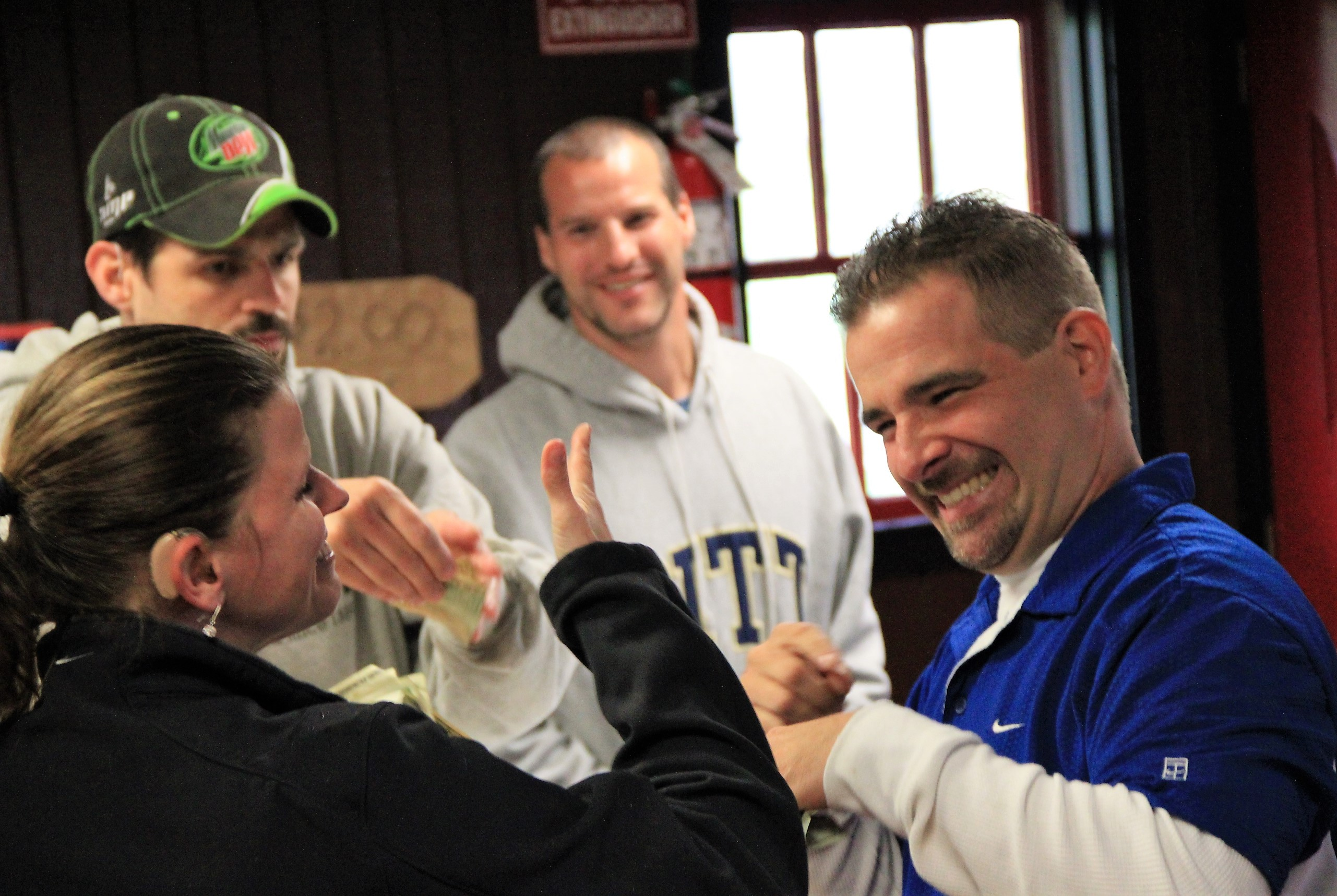
Общение на жестовом языке

Оливер Сакс заинтересовался миром глухих, когда ему на рецензию прислали книги Харлана Лейна. Он задумался о том, что происходит с нами, если мы лишаемся возможности овладеть языком. Развивается ли речь спонтанно и естественно или это развитие требует контакта с другими людьми? В качестве врача-невролога ему приходилось иметь дело с пациентами, страдающими афазией.
В Брэйфилдской школе для глухих Сакс познакомился с Джозефом, родившимся глухим. Впервые мальчик пошёл в школу в 11 лет. В собственной семье мальчик был изгоем, как он позже рассказал, очень страдал из-за отсутствия общения. В школе Джозеф начал понемногу осваивать амслен и общаться с другими людьми. Его родители не знали жестового языка, и мальчик хотел всё время оставаться в школе. Джозеф, которого прежде считали умственно отсталым, стал постепенно удивлять других своими успехами.
В результате своих наблюдений Сакс пришёл к выводу, что язык и мышление (в биологическом плане) имеют разное происхождение. Человеческое существо в отсутствие языка не становится умственно отсталым, но оно замыкается в рамках своего узкого мышления (с таким подходом не был согласен Уильям Джеймс).

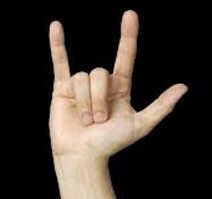
«Я тебя люблю» или число 19 на американском жестовом языке

Сакс считал, что на самом глубинном уровне люди мыслят не музыкой и не уравнениями и т. д. (приводит в качестве примеров Бетховена, Ньютона, Эйнштейна и др.)
Опираясь на пример острова Мартас-Винъерд, Сакс считал, что в первом поколении глухие люди вырабатывают понятный для всех простой жестовый язык, лишенный всякой грамматики. Грамматика появляется только в следующем поколении, когда дети привносят его в суррогатный язык взрослых. Эта точка зрения была опровергнута позже, когда лингвисты смогли наблюдать развитие жестовых языков (в частности, никарагуанского жестового языка).
Оливер Сакс приводит пример того, с какими трудностями сталкивается педагог при обучении глухого ребёнка. Если усвоение названий предметов возможно при помощи рисунков, то для объяснения местоимений и прилагательных этот метод не подходит. Глухой ребёнок вместо «большой» пишет, например, «Джон как слон» и т. д.
Эрик Леннеберг считает, что проблемы у глухого ребёнка возникают по достижении им трёхлетнего возраста и в дошкольном периоде легко поддаются коррекции. Но большинство исследователей пришли к выводу, что у ребёнка могут возникнуть большие коммуникативные и когнитивные проблемы, если ребёнка не обучить языку как можно раньше.

### Революция глухих
В третьей части своей книги О. Сакс рассказывает об истории избрания «глухого» ректора в Галлодетском университете.

## Отзывы
Критики книги «Зримые голоса» (Seeing Voices) согласились с тем, что книга очень информативна. Издательство Weekly охарактеризовало его как «чрезвычайно волнующее и заставляющее задуматься». Хотя Дебра Берланстайн из Library Journal охарактеризовала книгу как проницательную, она кажется ей более подходящей для научной аудитории, чем некоторые из наиболее популярных книг Сакса.